# Saison 2021 de l'équipe cycliste féminine DSM
La saison 2021 de l'équipe cycliste féminine DSM est la onzième de la formation. L'effectif est globalement stable. La championne du monde sur route juniors Megan Jastrab est la principale recrue.
Lorena Wiebes confirme être l'une des meilleures sprinteuses du peloton. Elle remporte douze victoires dont deux étapes du Tour d'Italie, du Women's Tour et du Tour de Thuringe. Juliette Labous est sixième de la Flèche wallonne, septième du Tour d'Italie, sixième du championnat du monde de contre-la-montre et deuxième du Women's Tour. Liane Lippert est quatrième du Tour de Thuringe, deuxième des championnats d'Europe sur route et cinquième du Ceratizit Challenge by La Vuelta. Coryn Rivera gagne une étape du Tour d'Italie. Pfeiffer Georgi devient championne de Grande-Bretagne sur route et sixième du Simac Ladies Tour. Franziska Koch est septième de Paris-Roubaix. Lorena Wiebes est vingtième du classement UCI, Juliette Labous dix-huitième du World Tour. DSM est respectivement quatrième et cinquième de ces classements par équipes.

## Préparation de la saison

### Partenaires et matériel de l'équipe

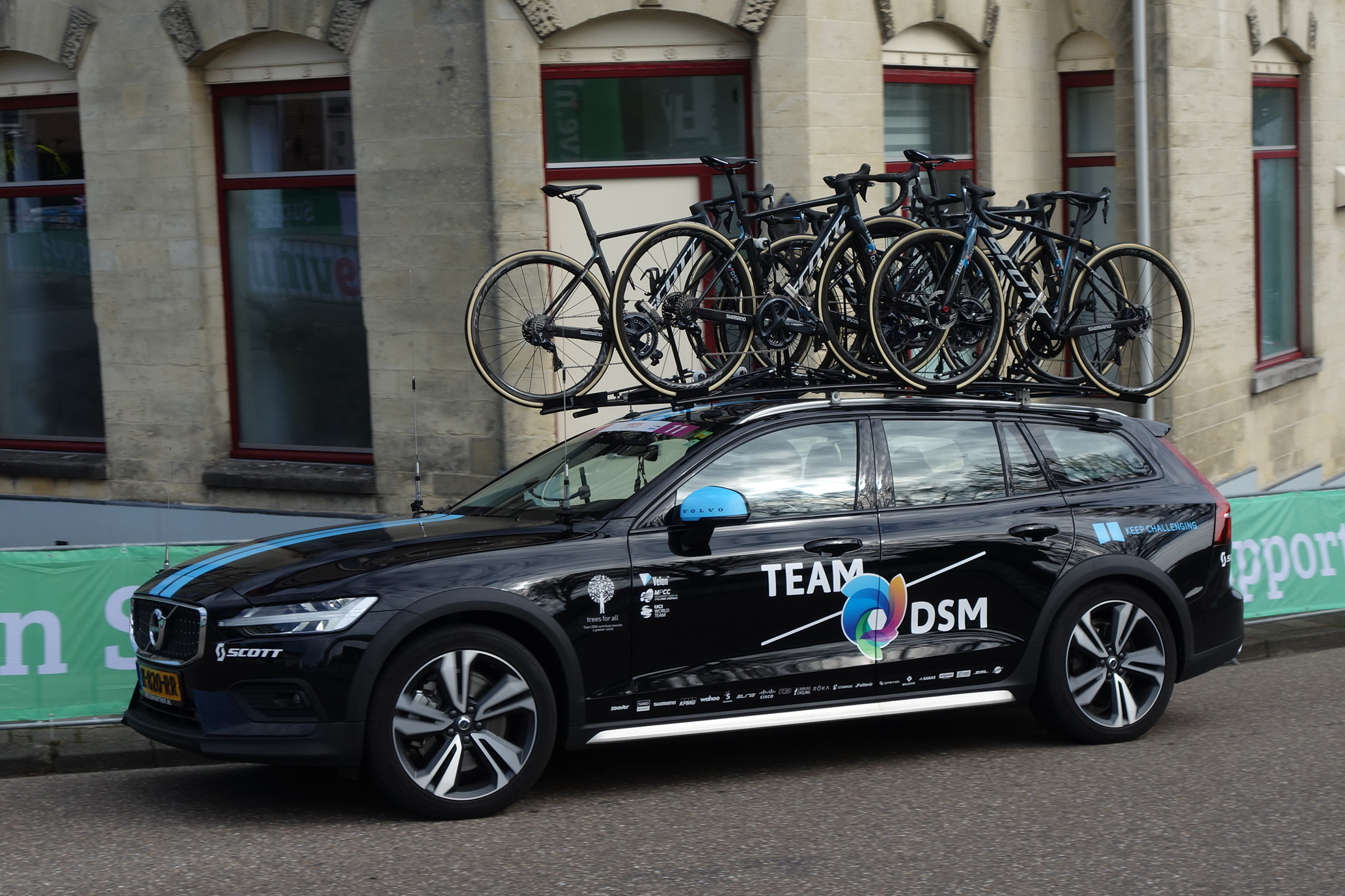
Voiture de l'équipe.

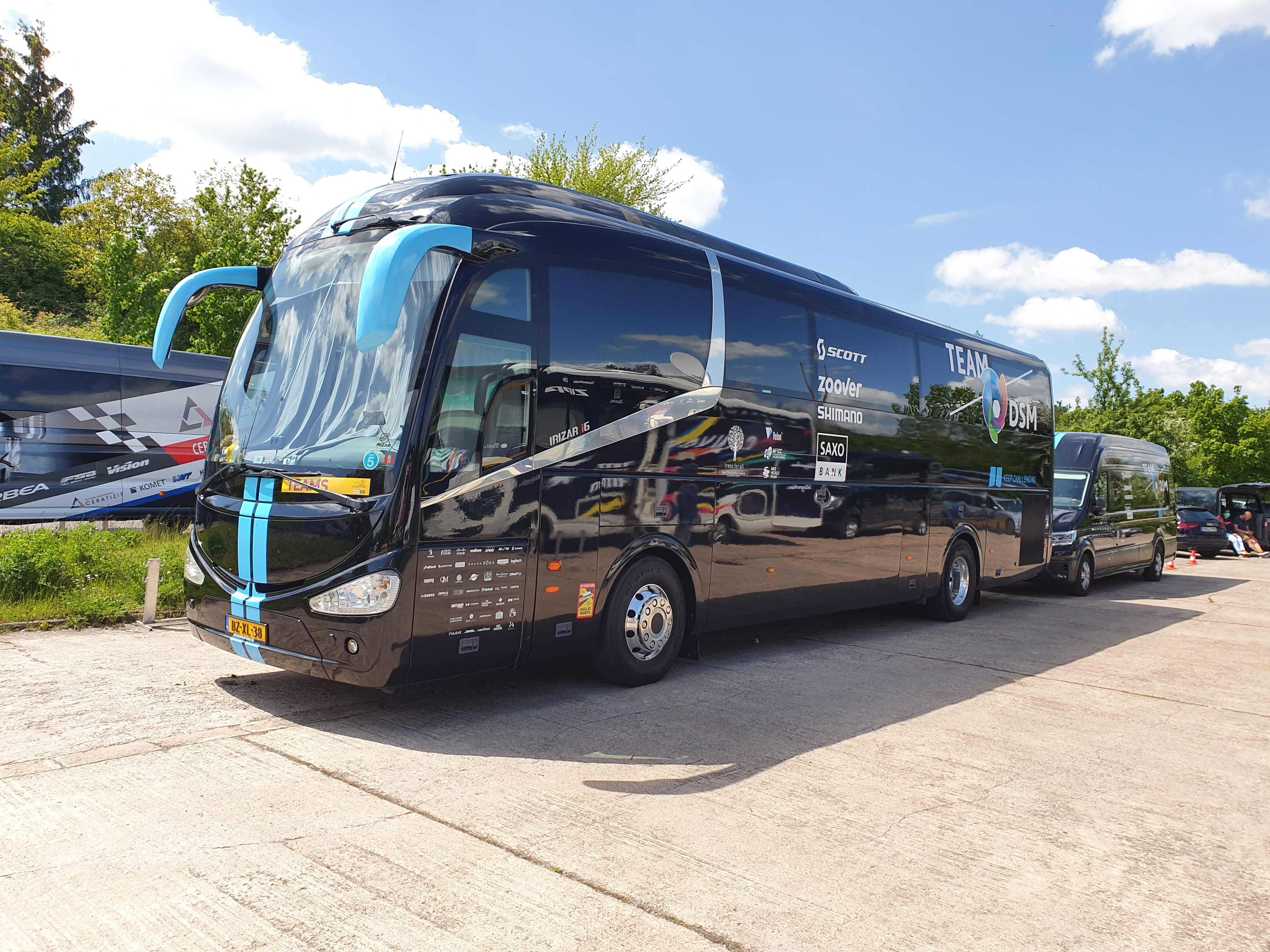
Bus de l'équipe.

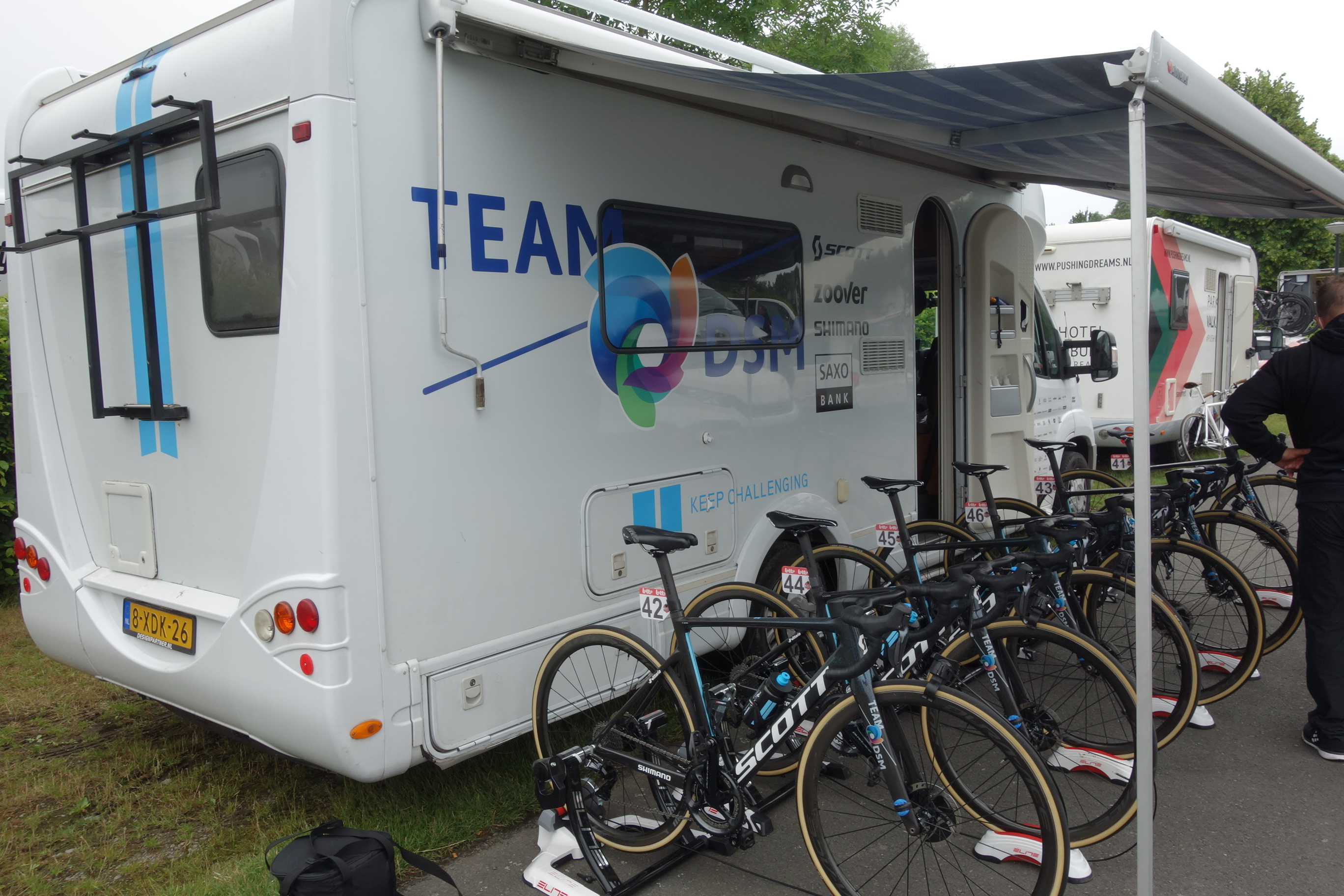
Camper et vélos de l'équipe.

L'entreprise DSM, conglomérat spécialisé dans la chimie et l'exploitation minière, parraine l'équipe.
Les vélos sont de la marque Scott.

### Arrivées et départs
L'effectif est globalement stable. Deux espoirs : la championne du monde sur route juniors Megan Jastrab et Esmée Peperkamp rejoignent l'équipe. Au niveau des départs, Anna Henderson et surtout Pernille Mathiesen partent pour Jumbo-Visma. Alison Jackson quitte également la formation.
| Arrivées        | Équipe 2020         |
| --------------- | ------------------- |
| Megan Jastrab   | Rally               |
| Esmée Peperkamp | Néo-professionnelle |

| Départs            | Équipe 2021 |
| ------------------ | ----------- |
| Anna Henderson     | Jumbo-Visma |
| Alison Jackson     | Liv Racing  |
| Pernille Mathiesen | Jumbo-Visma |

### Effectifs
| Effectif 2021            | Effectif 2021     | Effectif 2021 | Effectif 2021                          |
| Cycliste                 | Date de naissance | Pays          | Équipe précédente                      |
| ------------------------ | ----------------- | ------------- | -------------------------------------- |
| Susanne Andersen         | 23 juillet 1998   | Norvège       | Hitec Products-Birk Sport (2018)       |
| Pfeiffer Georgi          | 27 septembre 2000 | Royaume-Uni   | Jadan Weldtite (2018)                  |
| Megan Jastrab            | 29 janvier 2002   | États-Unis    | Rally Cycling (2020)                   |
| Leah Kirchmann           | 30 juin 1990      | Canada        | Optum-Kelly Benefit Strategies (2015)  |
| Franziska Koch           | 13 juillet 2000   | Allemagne     | Watersley International (2019)         |
| Juliette Labous          | 4 novembre 1998   | France        | VC Morteau Montbenoit (2016)           |
| Liane Lippert            | 13 janvier 1998   | Allemagne     |                                        |
| Floortje Mackaij         | 18 octobre 1995   | Pays-Bas      |                                        |
| Wilma Olausson           | 9 avril 2001      | Suède         |                                        |
| Esmée Peperkamp          | 23 juillet 1997   | Pays-Bas      | Loving potatoes-de Jonge Renner (2020) |
| Coryn Rivera             | 26 août 1992      | États-Unis    | UnitedHealthcare Women's Team (2016)   |
| Julia Soek               | 12 décembre 1990  | Pays-Bas      | Sengers (2013)                         |
| Lorena Wiebes            | 17 mars 1999      | Pays-Bas      | Parkhotel Valkenburg (2020)            |
|                          |                   |               |                                        |
| Source : ProCyclingStats |                   |               |                                        |

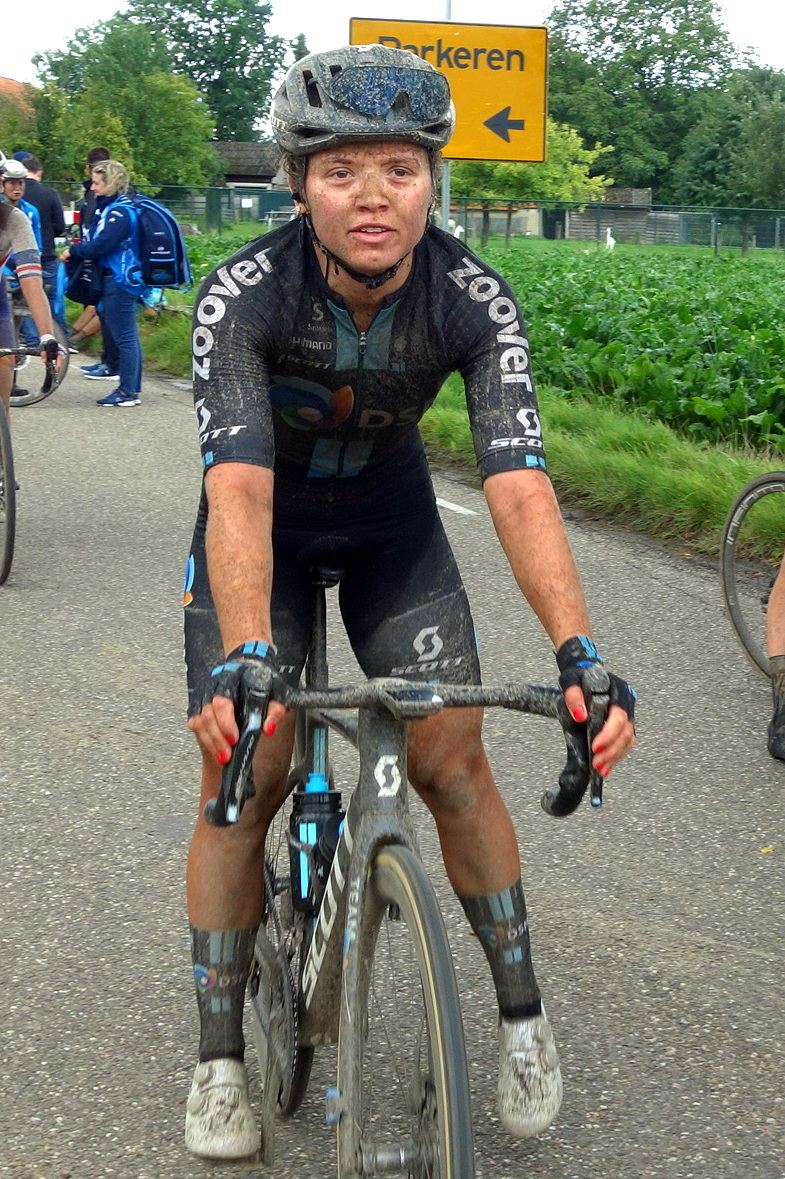
Susanne Andersen
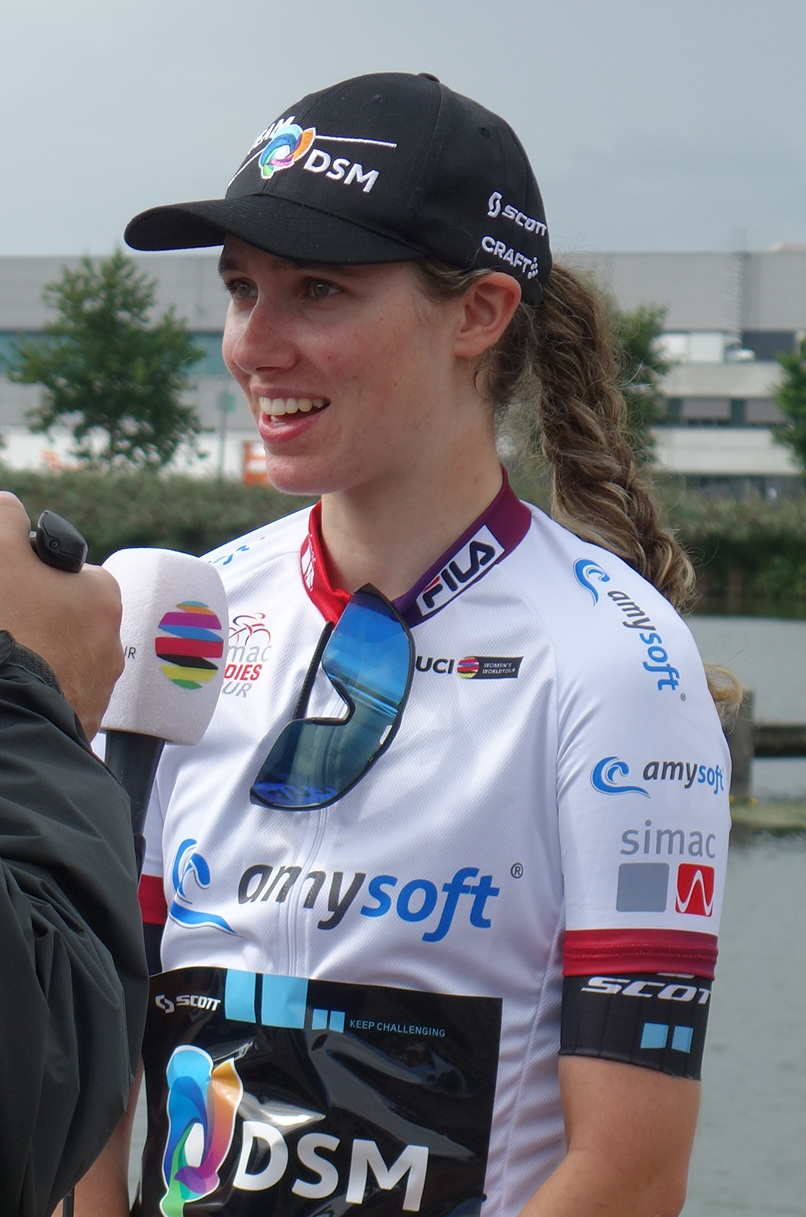
Pfeiffer Georgi
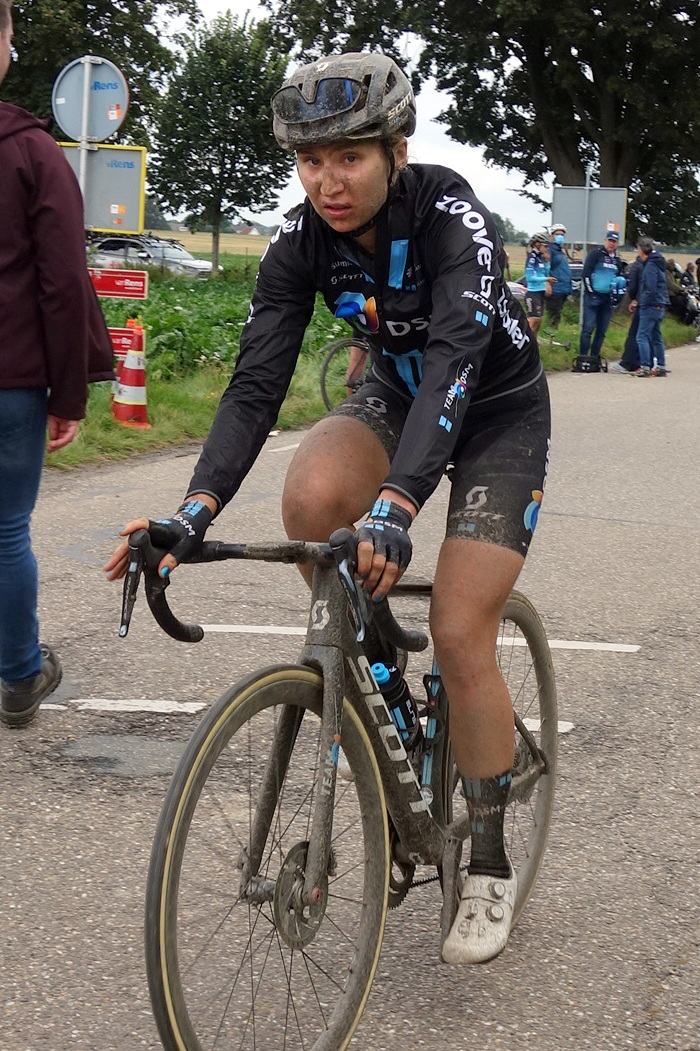
Megan Jastrab
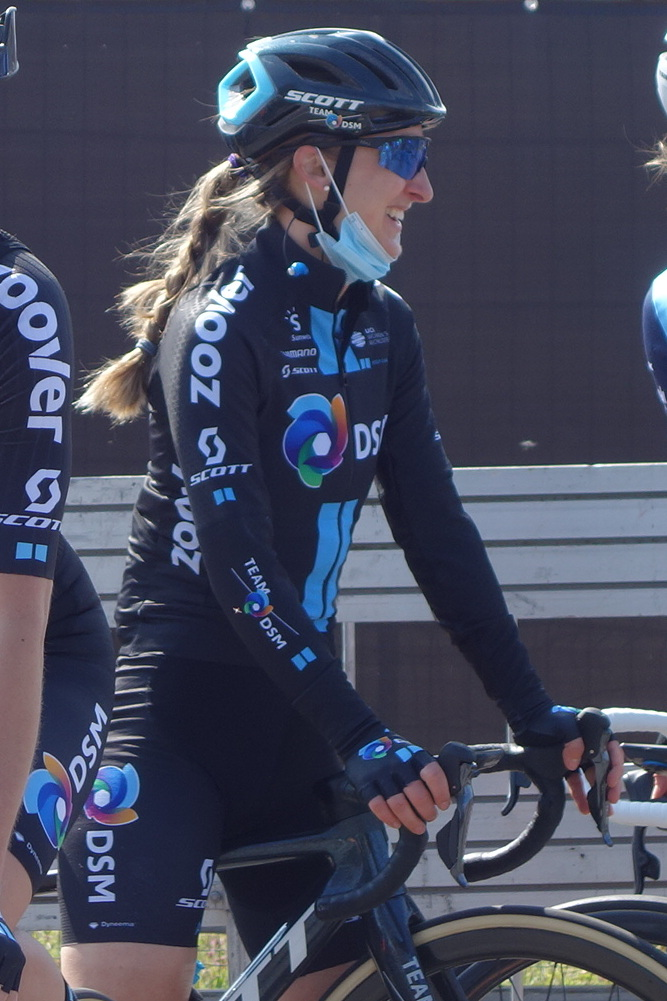
Leah Kirchmann
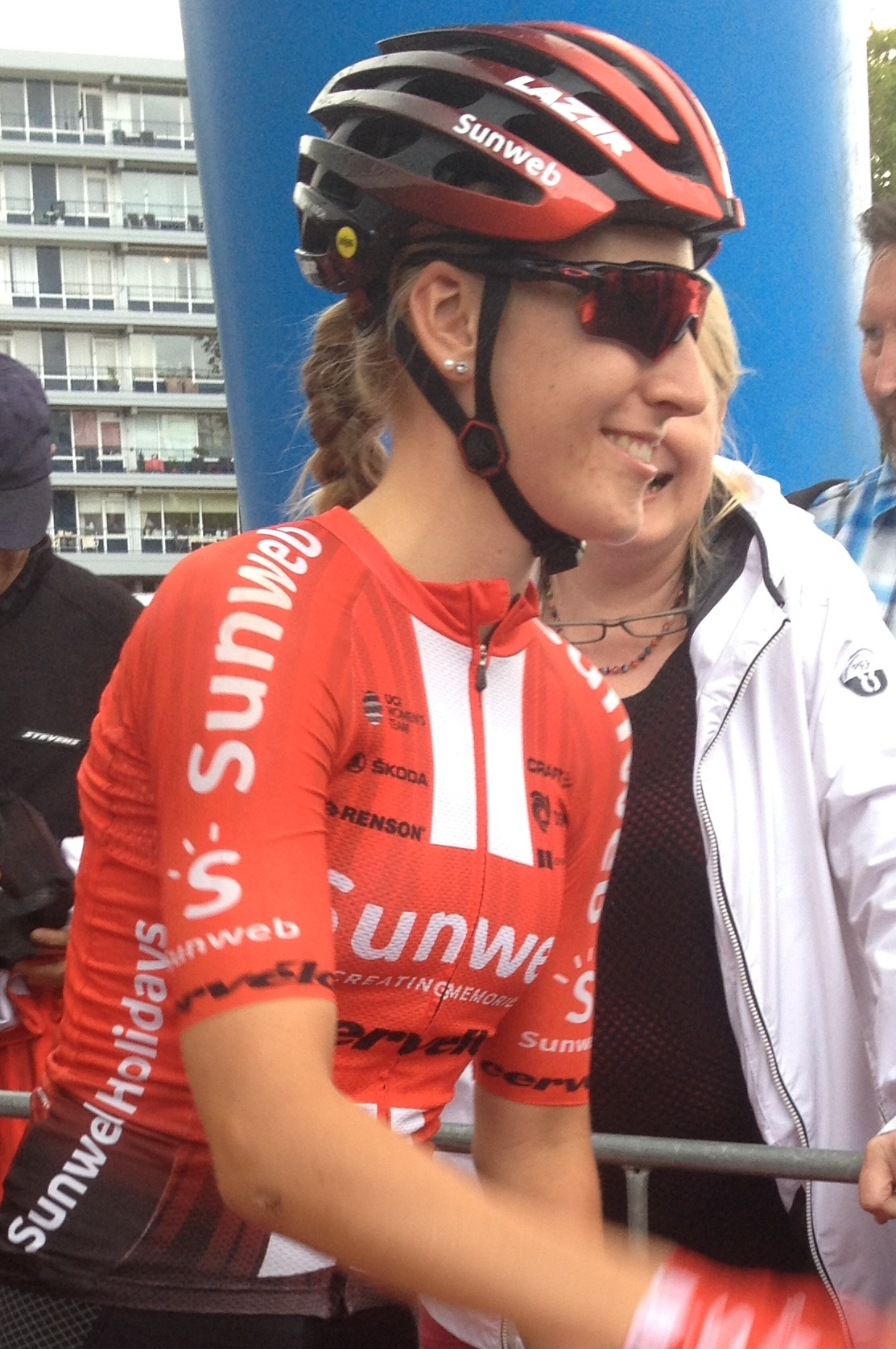
Franziska Koch en 2019
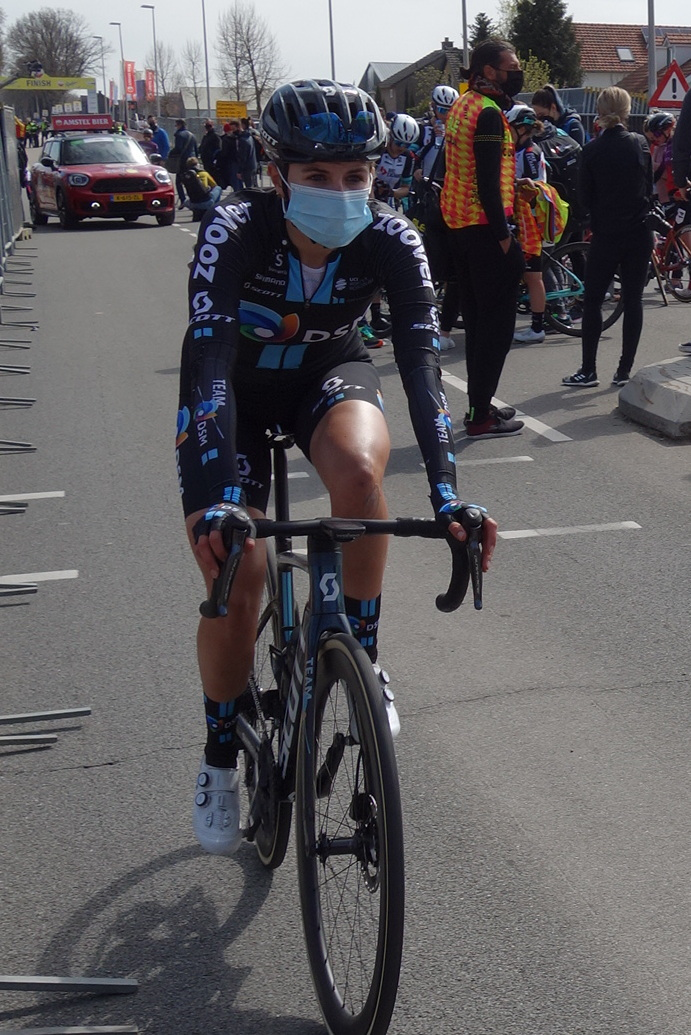
Juliette Labous
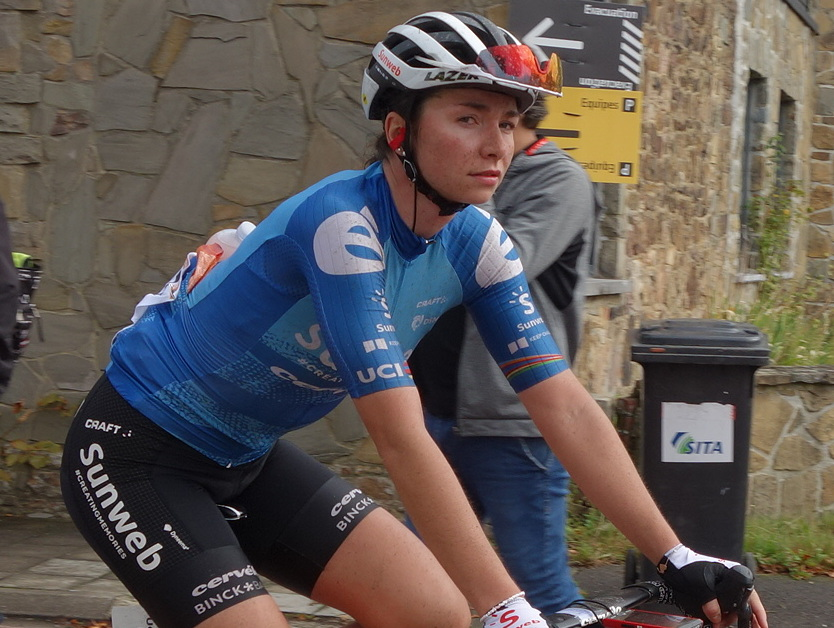
Liane Lippert en 2020
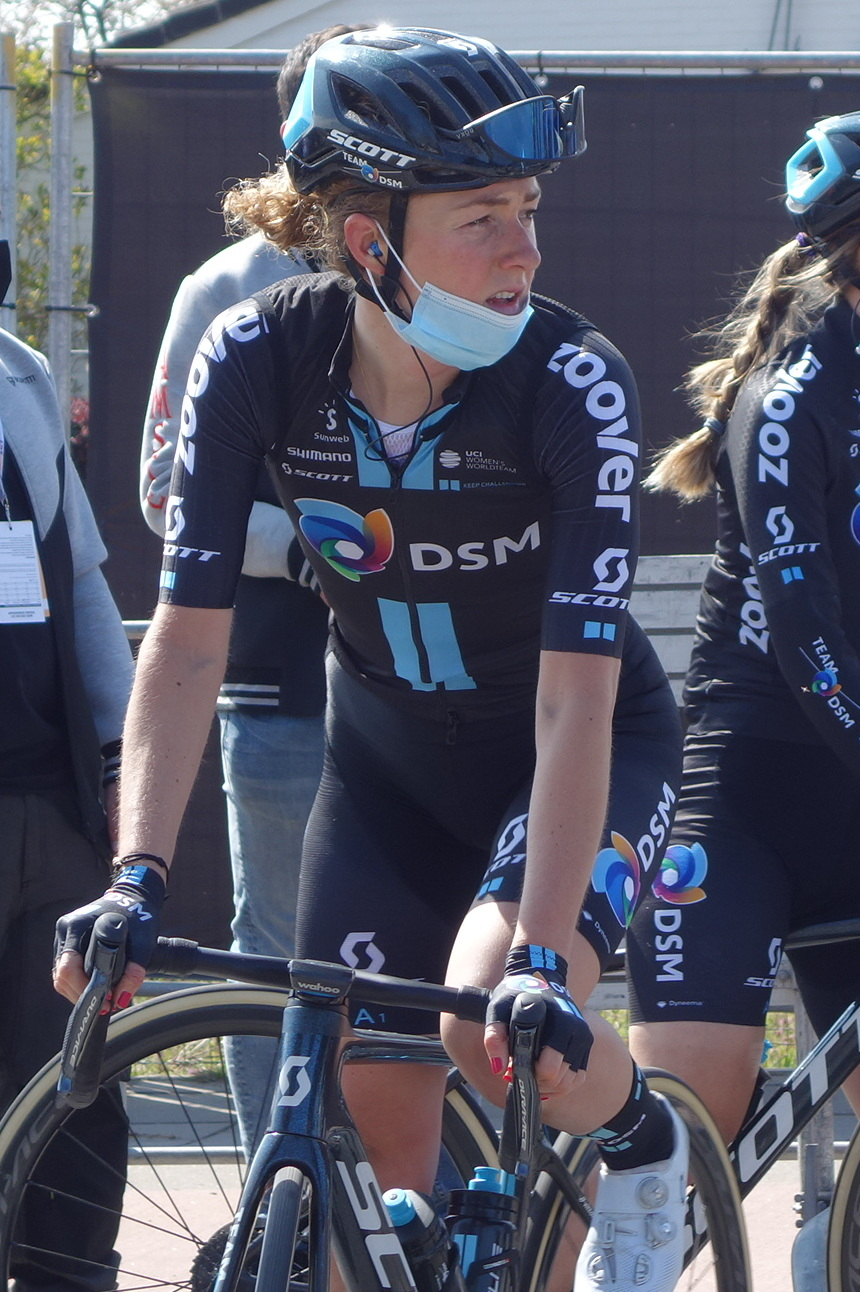
Floortje Mackaij
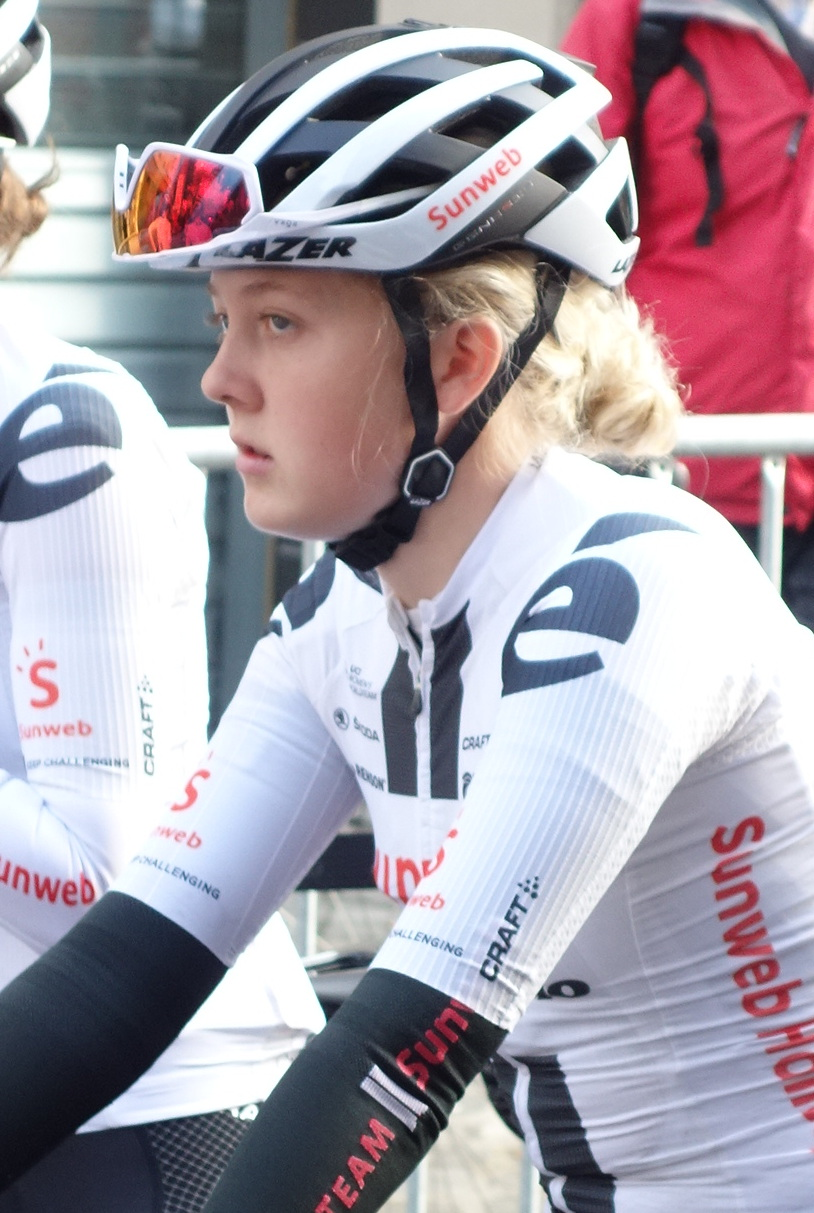
Wilma Olausson en 2020
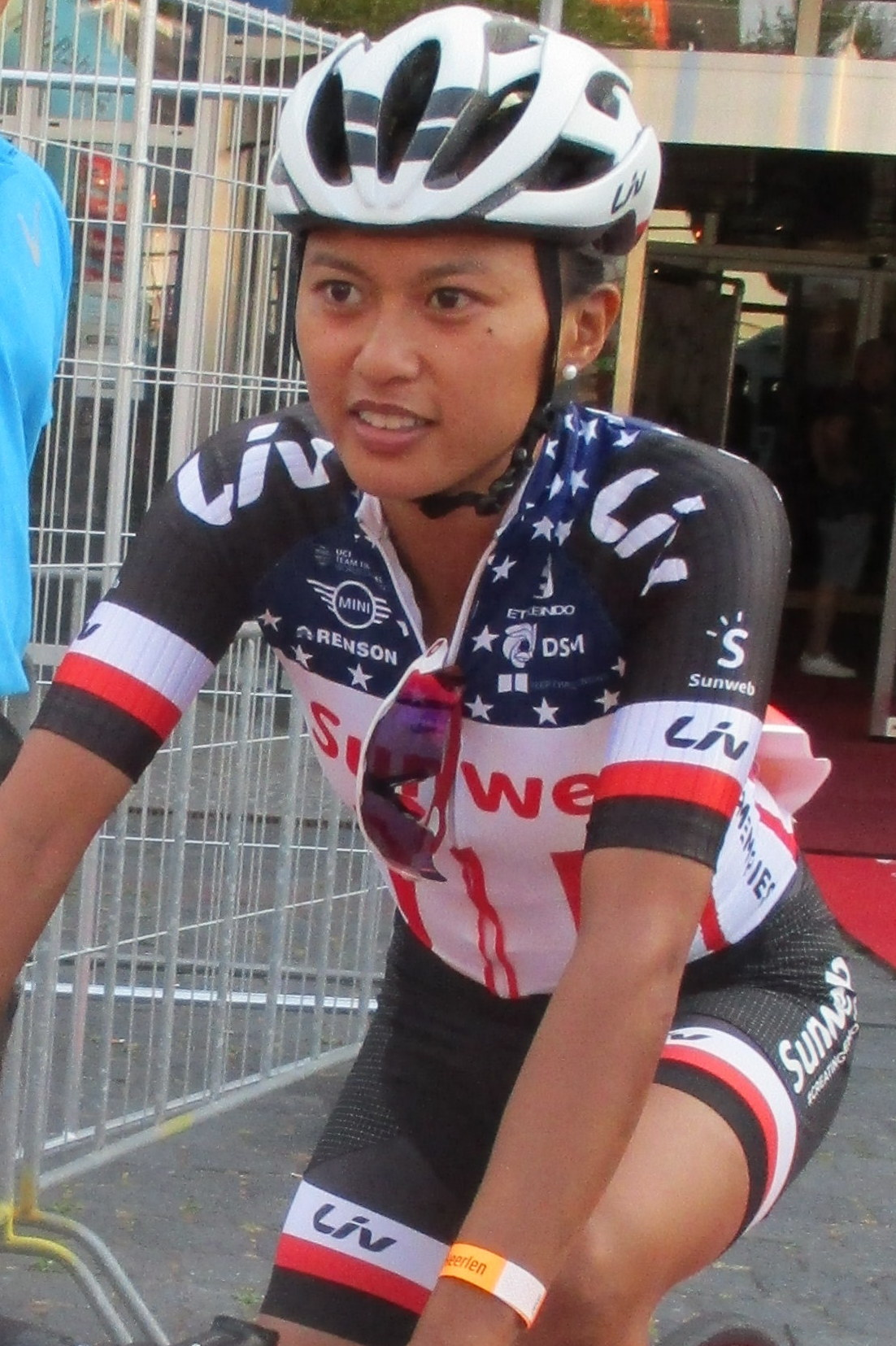
Coryn Rivera en 2018
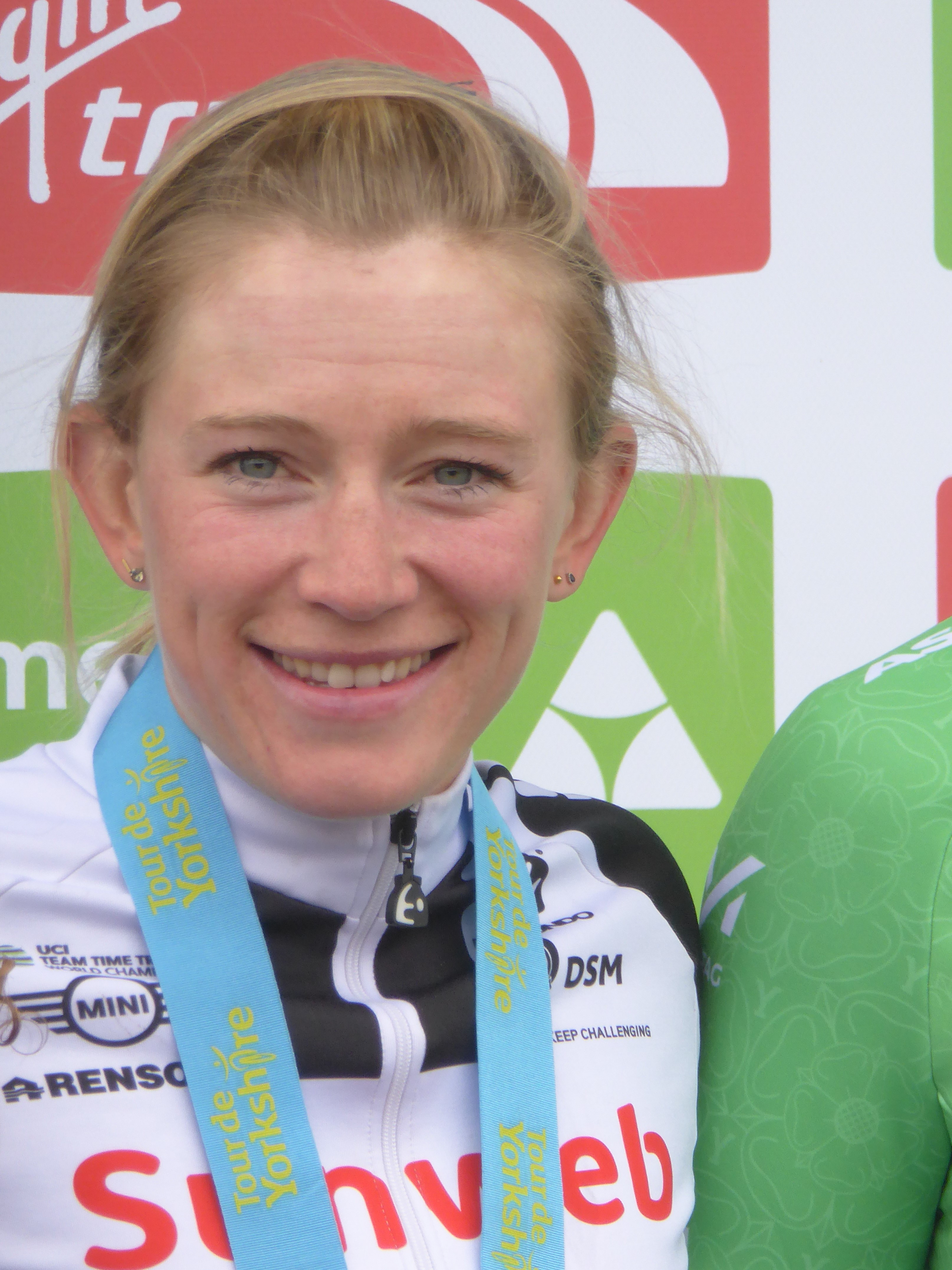
Julia Soek en 2018
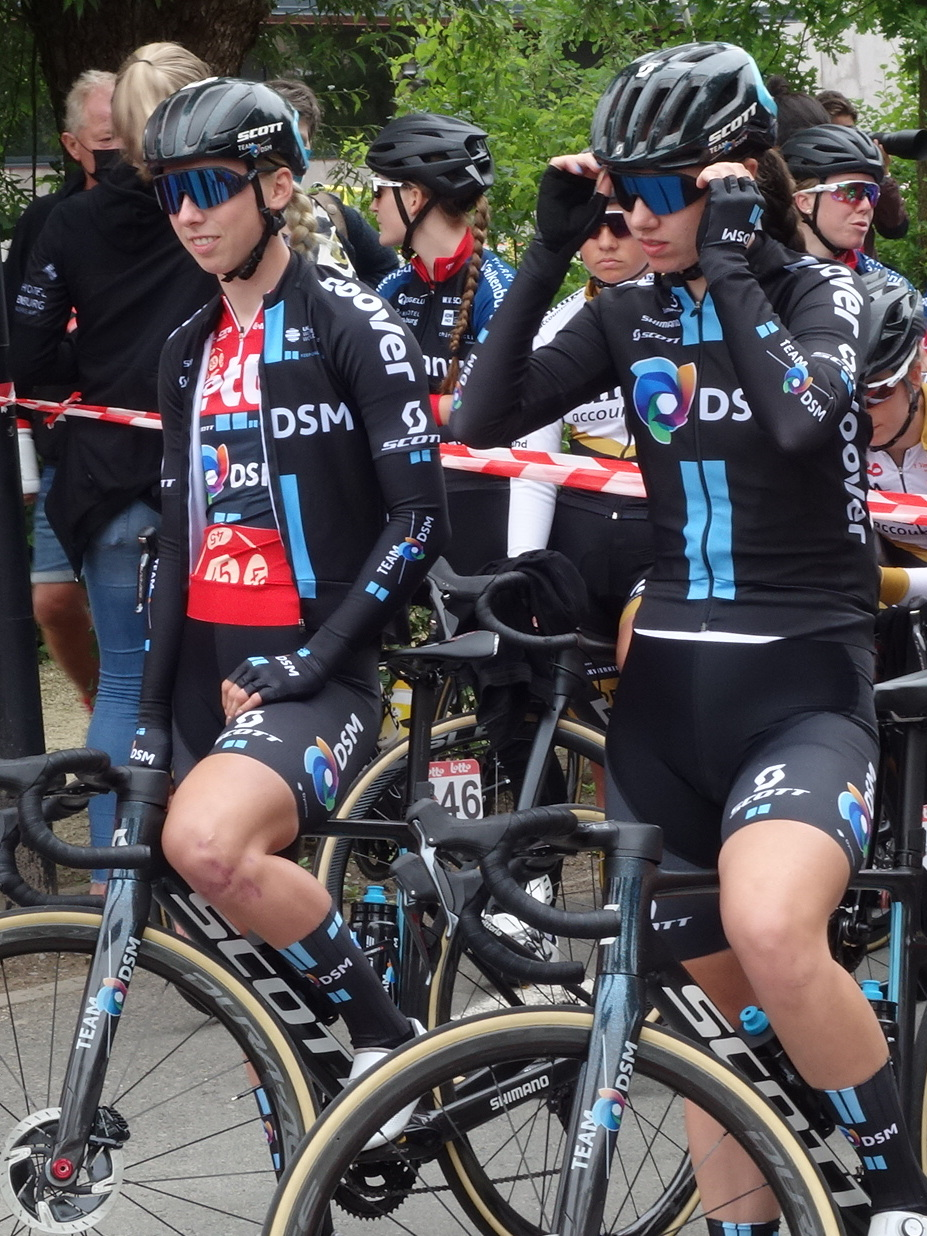
Lorena Wiebes et Pfeiffer Georgi

### Encadrement
Hans Timmermans est directeur sportif. Iwan Spekenbrink est le directeur de l'équipe auprès de l'UCI.

## Déroulement de la saison
Floortje Mackaij se classe septième d'À travers les Flandres.

### Avril
Au Grand Prix de l'Escaut, Lorena Wiebes s'impose au sprint.
À la Flèche brabançonne, Coryn Rivera fait partie de divers groupes d'échappée. La bonne part à vingt-trois kilomètres de l'arrivée avec Juliette Labous. Elle prend la sixième place du sprint.
À la Flèche wallonne, Juliette Labous se classe sixième en haut du mur de Huy. L'équipe ne peut participer à Liège-Bastogne-Liège à cause de cas de Covid.
Au Festival Elsy Jacobs, Lorena Wiebes remporte le prologue devant sa coéquipière Leah Kirchmann. Sur la première étape, Leah Kirchmann est troisième du sprint. Elle est deuxième du classement général final.

### Mai
Au Tour de Thuringe, sur la première étape, Liane Lippert fait partie de l'échappée qui se dispute la victoire. Au sprint, elle est septième. Lorena Wiebes gagne nettement l'étape au sprint le lendemain. Sur la troisième étape, au kilomètre soixante-quinze, dans la côte de Gahma, Lucinda Brand et Liane Lippert attaquent. Elles reviennent sur la tête à seize kilomètres de l'arrivée. À la flamme rouge, Lucinda Brand passe à l'offensive pour aller gagner seule. Liane Lippert est reprise et prend la huitième place . Elle est troisième en haut de l'Hanka-Berg. Sur la difficile cinquième étape, Lorena Wiebes gagne le sprint et prend ainsi la deuxième place. Elle s'impose le lendemain. Au classement général final, Liane Lippert est quatrième.

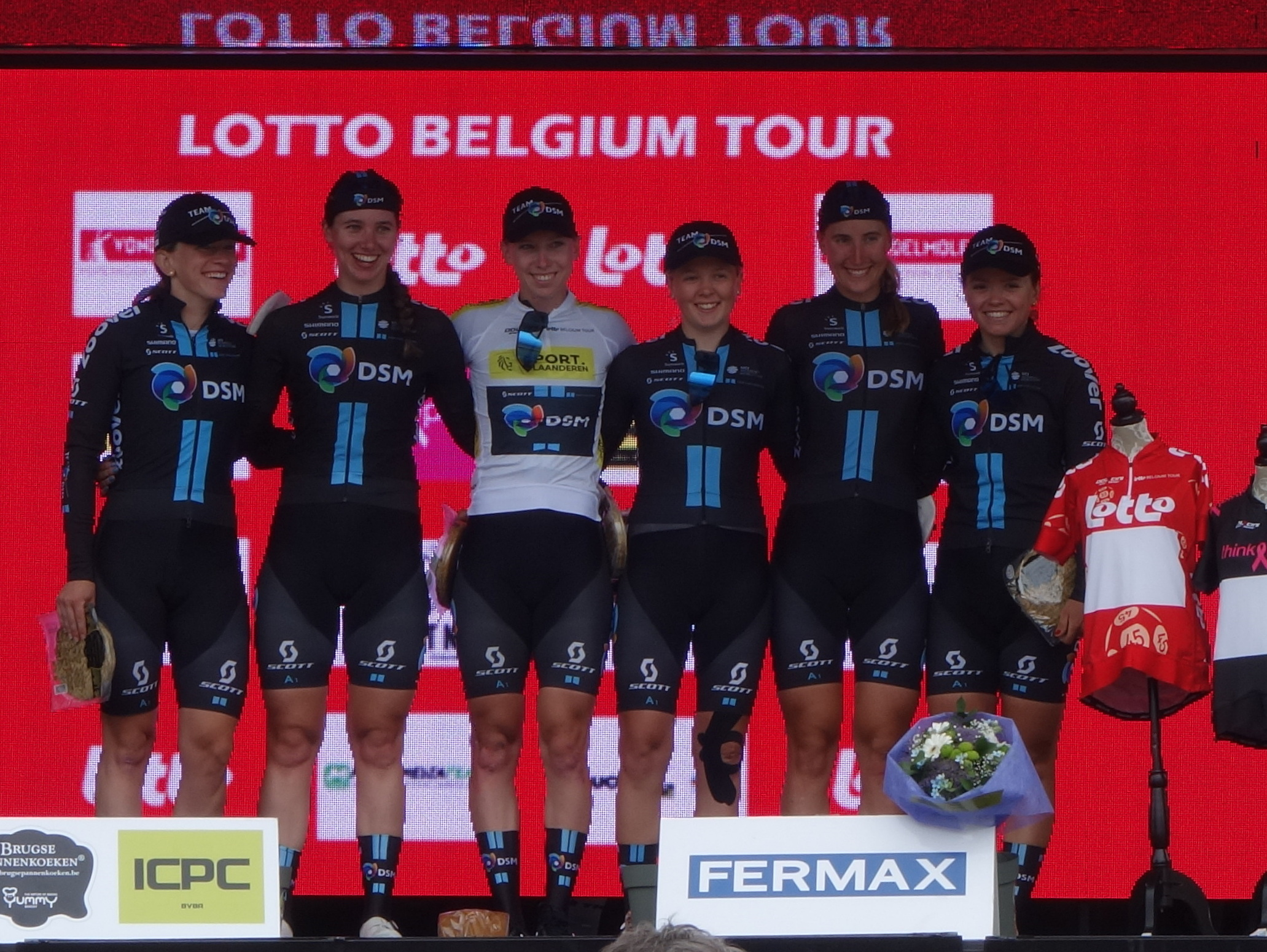
L'équipe au Tour de Belgique féminin 2021

### Juin
Lorena Wiebes remporte Dwars door de Westhoek au sprint.
Au Tour de Belgique, Lorena Wiebes gagne le sprint de la première étape devant Jolien D'Hoore. Le lendemain, Alena Amialiusik sort seule et va s'imposer. Lorena Wiebes règle le groupe de quatre poursuivantes et prend la tête du classement général. Dans l'ultime étape, Lorena Wiebes chute à deux kilomètres et demi de l'arrivée et perd ainsi sa tunique. Elle est finalement troisième de l'épreuve.
À La course by Le Tour de France, à deux tours de l'arrivée, Ruth Winder passe à l'offensive. Un groupe de dix athlètes dont Juliette Labous se forme. Dans l'ascension suivante,  Cecilie Uttrup Ludwig attaque. Elle est accompagnée d'Anna van der Breggen, Marianne Vos, Katarzyna Niewiadoma, Liane Lippert et Soraya Paladin. Un regroupement a lieu et tout se décide dans l'ultime ascension. Tiffany Cromwell accélère. Katarzyna Niewiadoma enchaîne. Elle est suivie par Uttrup Ludwig, Brown et Van der Breggen. Paladin, Vos, Vollering et Lippert reviennent à deux kilomètres de l'arrivée. La victoire se joue donc au sprint. Liane Lippert est huitième.

### Juillet

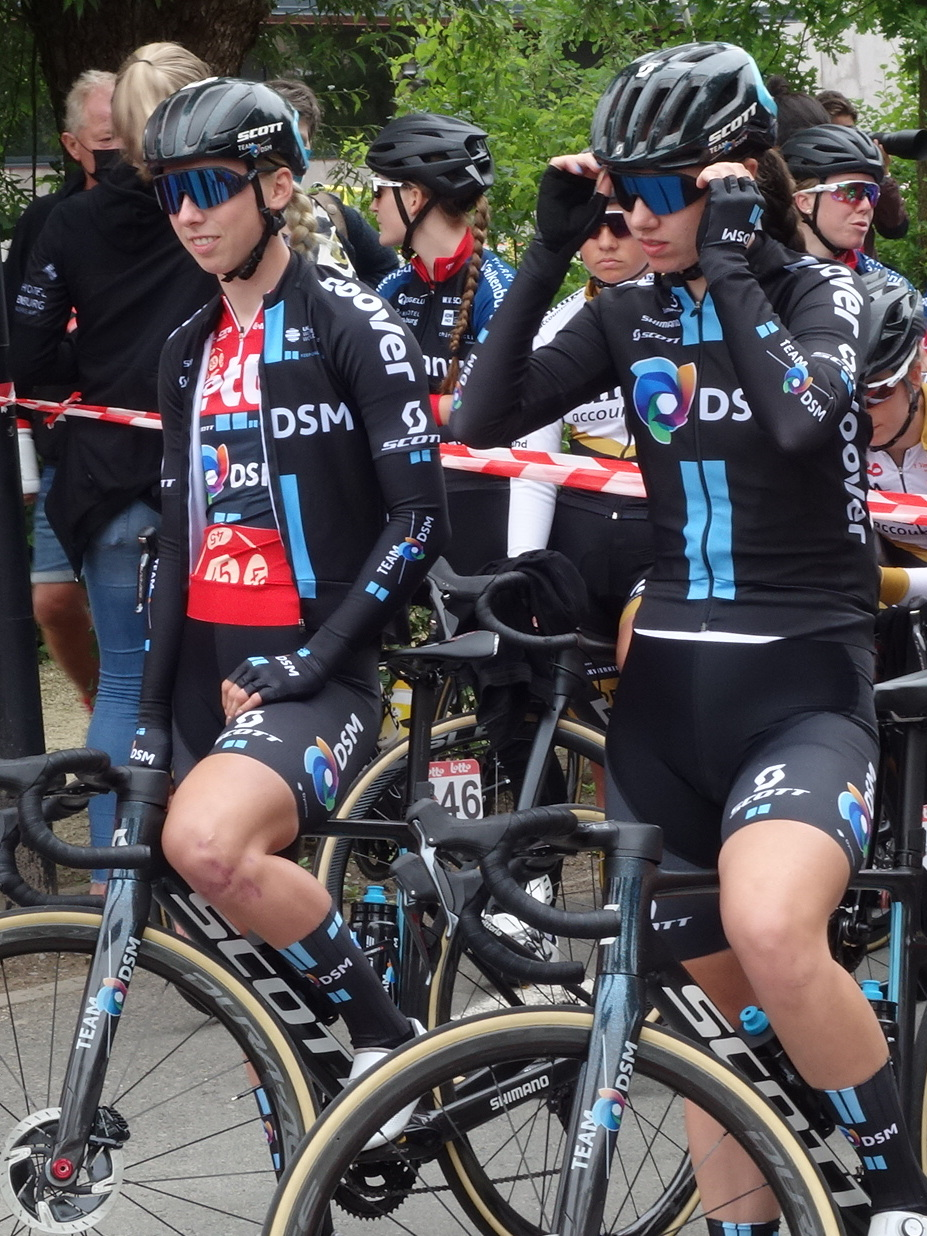
Lorena Wiebes et Pfeiffer Georgi au Tour de Belgique

Au Tour d'Italie, DSM est neuvième du contre-la-montre par équipes inaugural. Sur la deuxième étape, Coryn Rivera part dans un groupe de quatre dans le col del Morte. Leur avance atteint quarante-trois secondes, mais elles sont reprises dans les premières pentes de l'ascension finale. Juliette Labous est dixième de l'étape. Dans la troisième étape, Liane Lippert part une première fois dans la côte de Morsasco avec d'autres coureuses. Le peloton juge le groupe trop dangereux et le reprend. Dans la descente, Brand et Lippert partent de nouveau. Dans la côte d'Ovada, Marianne Vos, Mikayla Harvey et Elisa Chabbey opèrent la jonction. Elles se départagent au sprint, Liane Lippert est troisième. Juliette Labous est sixième du contre-la-montre en côte. Le lendemain, Coryn Rivera lance le sprint pour Lorena Wiebes qui l'emporte. Sur la sixième étape, Lorena Wiebes lance Coryn Rivera, mais elle est battue par Emma Norsgaard Jørgensen. Sur la septième étape, Coryn Rivera fait partie d'un groupe de poursuite qui tente de revenir sur Lucinda Brand, mais un regroupement général a lieu. Dans l'arrivée en côte, Juliette Labous est sixième. Lors de la huitième étape, Lorena Wiebes gagne le sprint. Juliette Labous est septième de l'étape reine. Dans l'ultime étape, dans la côte de Sovenza, Lucinda Brand attaque afin de défendre son maillot de meilleure grimpeuse. Elle est accompagnée de : quatre autres coureuses dont Coryn Rivera. L'avance du groupe de tête dépasse légèrement les deux minutes. À quinze kilomètres du but, une accélération de Rivera lâche Brand qui a beaucoup travaillé dans l'échappée. La victoire se dispute au sprint entre Rivera et Deignan, la première s'imposant. Juliette Labous est septième du classement général.
Aux Jeux olympiques, Juliette Labous se classe neuvième du contre-la-montre.

### Août

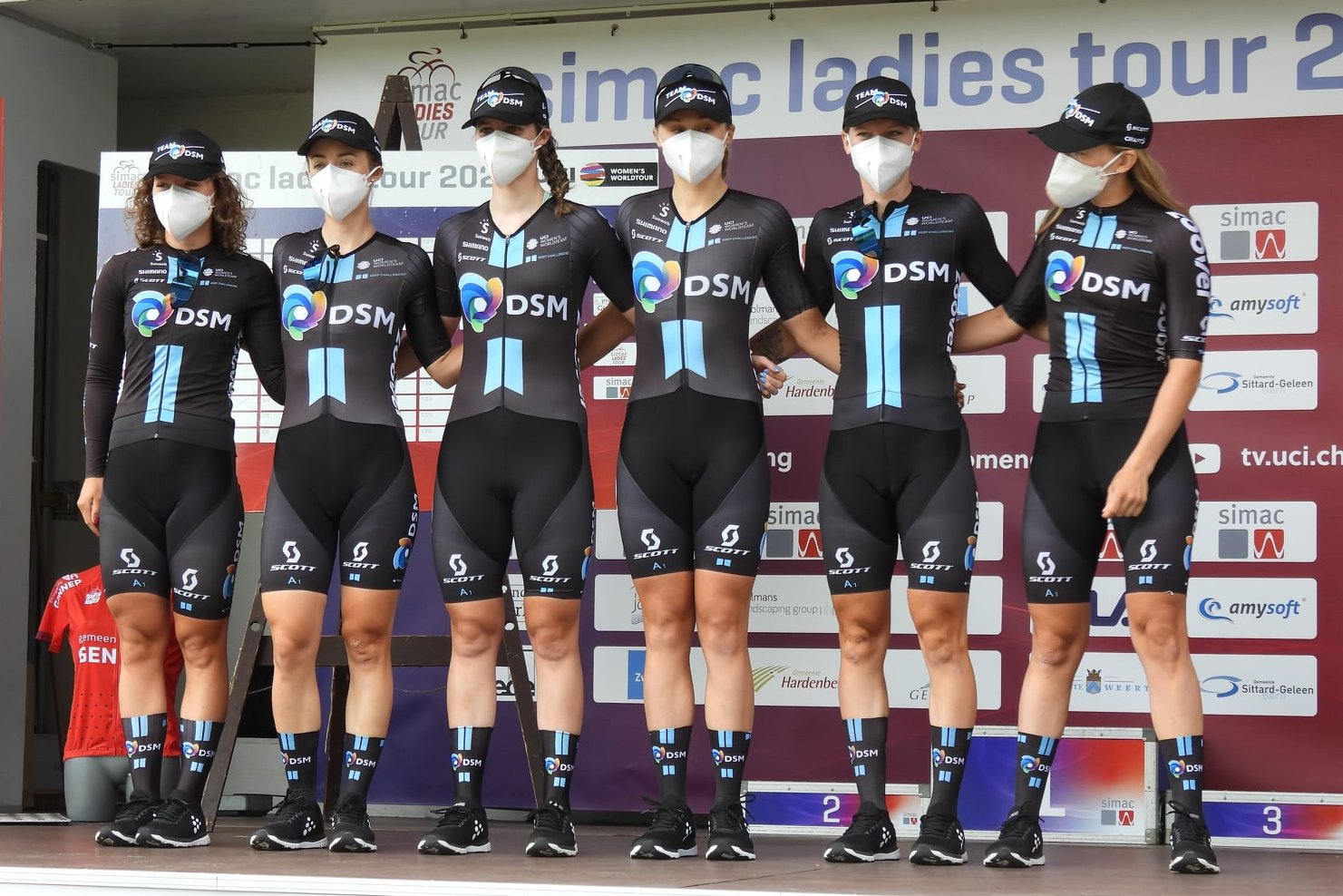
Équipe au Simac Ladies Tour

Au Tour de Norvège, Susanne Andersen est la plus rapide du peloton dans la première étape, mais Kristen Faulkner, échappée, la devance par une très faible marge. Le lendemain, le scénario se répète avec Coryn Rivera dans le rôle d'Andersen et Riejanne Markus dans celui de Faulkner. Dans l'étape reine, la formation DSM mène le train dans le pied de l'ascension finale. Liane Lippert est vigilante et chasse derrière Niamh Fisher-Black. Juliette Lapous suit l'attaque d'Ashleigh Moolman avec d'autres favorites, mais un regroupement a lieu. Elles ne peuvent cependant suivre l'attaque suivante d'Annemiek van Vleuten. Juliette Labous est dixième de l'étape. Sur la dernière étape, Coryn Rivera est deuxième du sprint derrière Chloe Hosking. Juliette Labous est huitième du classement général.
Au Simac Ladies Tour, Lorena Wiebes est cinquième du prologue. Le lendemain, les équipes de sprinteuses ne parviennent pas à revenir sur l'échappée. Lorena Wiebes règle le peloton mais pour la troisième place quatre secondes derrière Alison Jackson. Sur la troisième étape, une chute dans le finale provoque une cassure. Susanne Andersen et 	Pfeiffer Georgi se trouve dans le groupe de tête. Andersen est deuxième de l'étape derrière Lonneke Uneken. Pfeiffer Georgi est sixième du classement général final et meilleure jeune.
Au Grand Prix de Plouay, à quatre-vingts kilomètres de l'arrivée, Franziska Koch accompagne Anna van der Breggen notamment dans un groupe d'échappée. Le peloton se reforme ensuite.  À vingt-six kilomètres de l'arrivée, Elisa Longo Borghini attaque. Liane Lippert et Coryn Rivera partent à sa poursuite. Elles sont reprises. Floortje Mackaij tente également, mais sans succès. Aux dix kilomètres, quatre favorites sortent : Longo Borghini, Guderzo, Lippert et Erica Magnaldi. Elisa Longo Borghini surenchère pour se retrouver en tête seule. Floortje Mackaij, Mavi Garcia, Marta Cavalli et Liane Lippert s'emploient dans la poursuite, mais ne peuvent revenir sur l'Italienne. Les quatre sont reprises par le peloton à deux kilomètres de l'arrivée. Coryn Rivera se classe huitième.

### Septembre

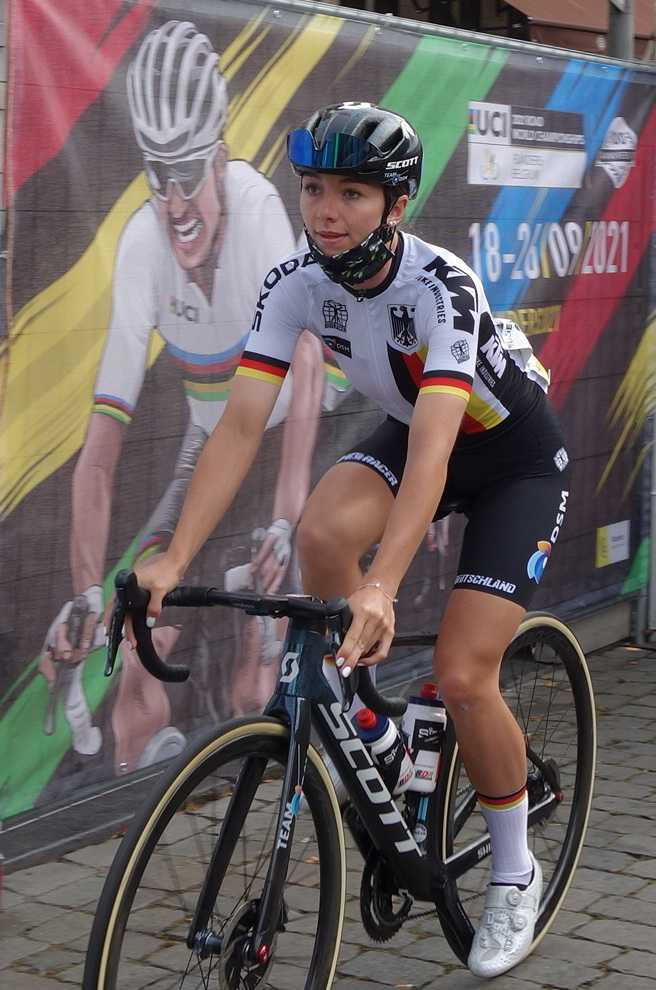
Liane Lippert au départ du championnat du monde

Au Ceratizit Challenge by La Vuelta, sur la première étape, la principale difficulté de la journée à soixante kilomètres de l'arrivée, voit la formation d'une échappée de cinq coureuses. Coryn Rivera les rejoint ensuite. Elles passent au sommet avec une minute cinquante-cinq d'avance. Dans le final, les attaques se succèdent, Marlen Reusser part à deux kilomètres de l'arrivée et n'est plus rejointe. Derrière, Coryn Rivera devance Elise Chabbey. Juliette Labous est sixième et Liane Lippert septième du contre-la-montre. Dans la troisième étape, Annemiek van Vleuten attaque à soixante kilomètres de l'arrivée. Elle est suivie par trois autres coureuses.  Un groupe de poursuite se forme avec Liane Lippert et Floortje Mackaij se forme. Annemiek van Vleuten part seule, derrière Liane Lippert prend la deuxième place, Floortje Mackaij se classe cinquième. Liane Lippert est cinquième et Floortje Mackaij huitième du classement général final.
Au Grand Prix de Fourmies, Pfeiffer Georgi s'impose au sprint devant Rachel Neylan. Floorjte Mackaij gagne en même temps le Trophée des Grimpeuses en Belgique.
Aux championnats d'Europe, dans la course en ligne, Liane Lippert passe à l'offensive dans le peloton à vingt-trois kilomètres du but alors qu'Ellen van Dijk est échappée. Cela provoque la formation d'un groupe de favorites à l'avant. Dans la dernière montée, Liane Lippert accélère de nouveau. Elle est seulement suivie par Katarzyna Niewiadoma. Annemiek van Vleuten semble en difficulté mais revient sur le duo progressivement. Le groupe se reforme. Ellen van Dijk gagne l'épreuve. Derrière, Liane Lippert gagne le sprint dans les rues étroites de Trente devant Rasa Leleivytė.
Au contre-la-montre des championnats du monde, Juliette Labous se classe sixième et Leah Kirchmann onzième. La course en ligne ne met pas à l'avant les membres de l'équipe.

### Octobre

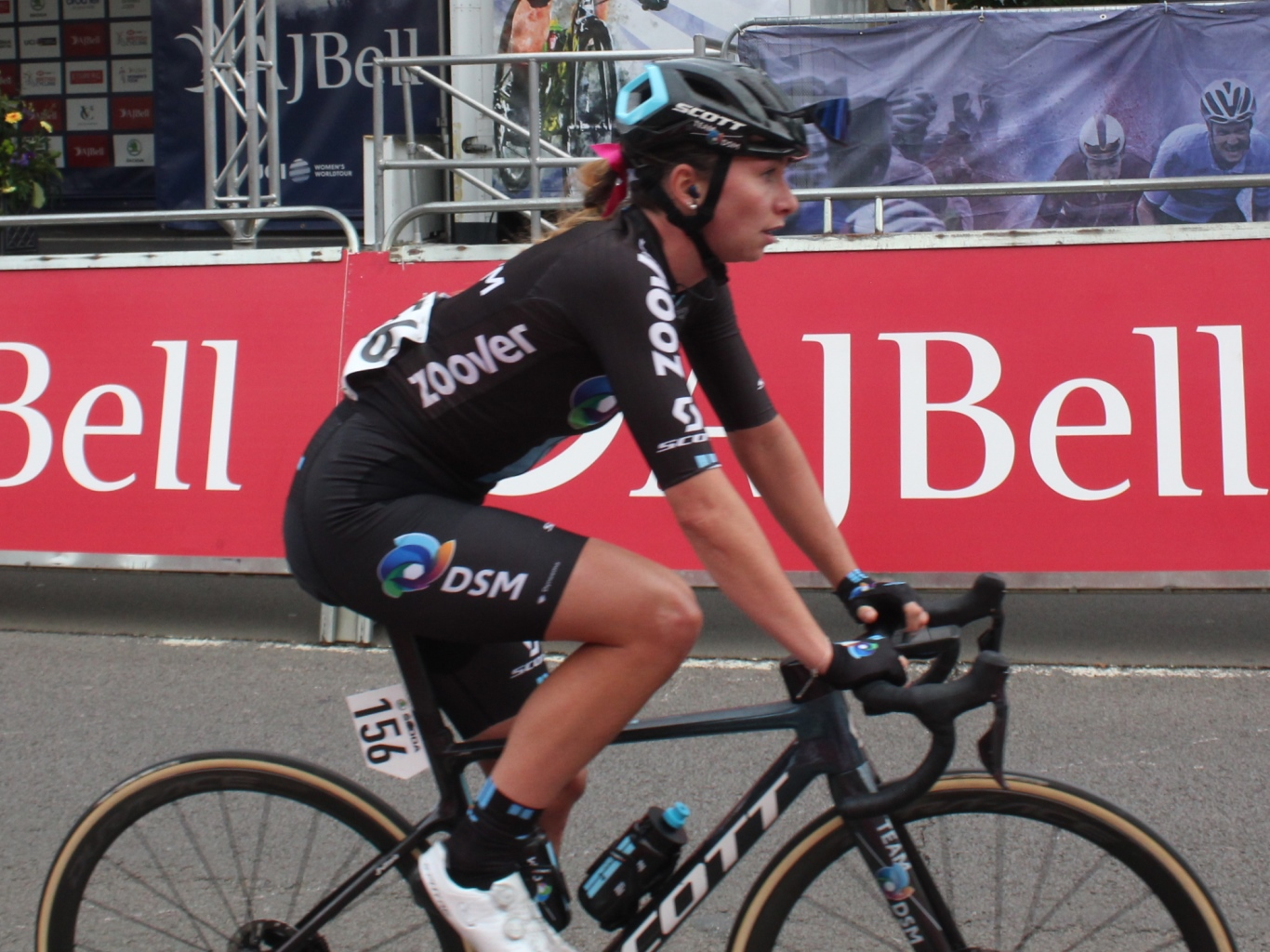
Liane Lippert au Women's Tour

À Paris-Roubaix, Franziska Koch reste avec les meilleures et prend la septième place.
Au Women's Tour, sur la première étape, dans la dernière ascension du Sibford Ferris,  Juliette Labous sort avec quatre autres coureuses. Elles ont quinze secondes d'avance à cinq kilomètres de l'arrivée. L'étape se conclut néanmoins au sprint. Leah Kirchmann est dixième. Le lendemain, un groupe de huit coureuses dont Liane Lippert se forme au cinquième tour. Il prend vingt-cinq secondes d'avance, mais est repris avant la montée de  Barr Beacon. Dans la dernière montée de Barr Beacon, dix coureuses avec entre autres Juliette Labous et Pfeiffer Georgi. Cette dernière est cinquième de l'étape. Leah Kirchmann est troisième et Juliette Labous cinquième du contre-la-montre. Lorena Wiebes remportent les quatrième et cinquième étapes au sprint,. Elle est devancée dans la dernière étape par Elisa Balsamo. Juliette Labous est deuxième du classement général final, Leah Kirchmann est sixième, Pfeiffer Georgi huitième. Lorena Wiebes gagne le classement par points. 
Pfeiffer Georgi remporte le championnat de Grande-Bretagne sur route.
Au Tour de Drenthe, peu avant la première ascension du VAM, Franziska Koch rejoint les deux leaders. Dans la descente du VAM, un regroupement général a lieu. Peu après les cinquante kilomètres de l'arrivée, les deux Britanniques Alice Barnes et Pfeiffer Georgi parviennent à s'extraire du peloton. Elles comptent une vingtaine de secondes d'avance en entamant la deuxième ascension du VAM. Elles ne sont reprises qu'à seize kilomètres de l'arrivée. Dans la dernière ascension, Elise Chabbey accélère avec Floortje Mackaij et Elena Cecchini dans la roue. Leur avance est faible au sommet. Derrière, le groupe de poursuite est constitué de : Lorena Wiebes, Franziska Koch et Pfeiffer Georgi, toutes trois de l'équipe DSM, et Eleonora Gasparrini. Floortje Mackaij, également de la DSM, décide logiquement de se relever et les deux groupes fusionnent. Avec quatre membres de la DSM pour sept coureuses, la sprinteuse Lorena Wiebes est en position idéale. Emmenée par Floortje Mackaij dans la dernière ligne droite, elle s'impose facilement.

## Victoires

### Sur route
| Victoires | Victoires                                   | Victoires   | Victoires | Victoires        | Victoires |
| Date      | Course                                      | Pays        | Classe    | Vainqueur        |           |
| --------- | ------------------------------------------- | ----------- | --------- | ---------------- | --------- |
| 7 avr.    | Grand Prix de l'Escaut                      | Belgique    | 1.1       | Lorena Wiebes    |           |
| 30 avr.   | Prologue, Festival Elsy Jacobs              | Luxembourg  | 2.Pro     | Lorena Wiebes    |           |
| 8 mai     | Grand Prix Eco-Struct                       | Belgique    | 1.2       | Lorena Wiebes    |           |
| 26 mai    | 2e étape du Tour de Thuringe                | Allemagne   | 2.Pro     | Lorena Wiebes    |           |
| 30 mai    | 6e étape du Tour de Thuringe                | Allemagne   | 2.Pro     | Lorena Wiebes    |           |
| 6 juin    | Dwars door de Westhoek                      | Belgique    | 1.1       | Lorena Wiebes    |           |
| 23 juin   | 1re étape du Tour de Belgique               | Belgique    | 2.1       | Lorena Wiebes    |           |
| 6 juill.  | 5e étape du Tour d'Italie                   | Italie      | 2.Pro     | Lorena Wiebes    |           |
| 9 juill.  | 8e étape du Tour d'Italie                   | Italie      | 2.Pro     | Lorena Wiebes    |           |
| 11 juill. | 10e étape du Tour d'Italie                  | Italie      | 2.Pro     | Coryn Rivera     |           |
| 12 sept.  | Grand Prix de Fourmies                      | France      | 1.2       | Pfeiffer Georgi  |           |
| 18 sept.  | Classement général, Tour de la Semois       | Belgique    | 2.2       | Floortje Mackaij |           |
| 18 sept.  | 2e étape du Tour de la Semois               | Belgique    | 2.2       | Floortje Mackaij |           |
| 7 oct.    | 4e étape du Tour de Grande-Bretagne féminin | Royaume-Uni | 2.WWT     | Lorena Wiebes    |           |
| 8 oct.    | 5e étape du Tour de Grande-Bretagne féminin | Royaume-Uni | 2.WWT     | Lorena Wiebes    |           |
| 17 oct.   | Championnat de Grande-Bretagne sur route    | Royaume-Uni | CN        | Pfeiffer Georgi  |           |
| 23 oct.   | Tour de Drenthe                             | Pays-Bas    | 1.WWT     | Lorena Wiebes    |           |

### Résultats sur les courses majeures

#### World Tour
| Date          | #  | Course                                   | Pays        | Meilleure classée | Classement |
| ------------- | -- | ---------------------------------------- | ----------- | ----------------- | ---------- |
| 6 mars        | 1  | Strade Bianche                           | Italie      | Juliette Labous   | 25e        |
| 21 mars       | 2  | Trofeo Alfredo Binda-Comune di Cittiglio | Italie      | Floortje Mackaij  | 10e        |
| 25 mars       | 3  | Trois Jours de La Panne                  | Belgique    | Lorena Wiebes     | 13e        |
| 28 mars       | 4  | Gand-Wevelgem                            | Belgique    | Liane Lippert     | 12e        |
| 4 avril       | 5  | Tour des Flandres                        | Belgique    | Floortje Mackaij  | 17e        |
| 18 avril      | 6  | Amstel Gold Race                         | Pays-Bas    | Juliette Labous   | 16e        |
| 21 avril      | 7  | Flèche wallonne                          | Belgique    | Juliette Labous   | 6e         |
| 25 avril      | 8  | Liège-Bastogne-Liège                     | Belgique    | -                 | -          |
| 20-23 mai     | 9  | Tour de Burgos                           | Espagne     | -                 | -          |
| 26 juin       | 10 | La course by Le Tour de France           | France      | Liane Lippert     | 8e         |
| 31 juillet    | 11 | Classique de Saint-Sébastien             | Espagne     | -                 | -          |
| 12-15 août    | 12 | Tour de Norvège                          | Norvège     | Juliette Labous   | 8e         |
| 24-29 août    | 13 | Simac Ladies Tour                        | Pays-Bas    | Pfeiffer Georgi   | 6e         |
| 30 août       | 14 | Grand Prix de Plouay                     | France      | Coryn Rivera      | 8e         |
| 2-5 septembre | 15 | Ceratizit Challenge by La Vuelta         | Espagne     | Liane Lippert     | 5e         |
| 2 octobre     | 16 | Paris-Roubaix                            | France      | Franziska Koch    | 7e         |
| 4-9 octobre   | 17 | The Women's Tour                         | Royaume-Uni | Juliette Labous   | 2e         |
| 23 octobre    | 18 | Tour de Drenthe                          | Pays-Bas    | Lorena Wiebes     | Vainqueur  |

Juliette Labous est dix-huitième du classement individuel. DSM est cinquième du classement par équipes.

#### Grand tour
| Grand tour            | Tour d'Italie        |
| --------------------- | -------------------- |
| Coureuse (classement) | Juliette Labous (7e) |
| Accessits             | 3 étapes             |

## Classement mondial
| Classement UCI | Classement UCI   | Classement UCI | Classement UCI |
| Coureuse       | Coureuse         | Pays           | Points         |
| -------------- | ---------------- | -------------- | -------------- |
| 20e            | Lorena Wiebes    | Pays-Bas       | 1428 pts       |
| 23e            | Juliette Labous  | France         | 1134 pts       |
| 27e            | Liane Lippert    | Allemagne      | 895 pts        |
| 37e            | Coryn Rivera     | États-Unis     | 725 pts        |
| 38e            | Pfeiffer Georgi  | Royaume-Uni    | 720 pts        |
| 42e            | Floortje Mackaij | Pays-Bas       | 688 pts        |
| 60e            | Leah Kirchmann   | Canada         | 447 pts        |
| 70e            | Susanne Andersen | Norvège        | 377 pts        |
| 81e            | Franziska Koch   | Allemagne      | 301 pts        |
| 672e           | Megan Jastrab    | États-Unis     | 16 pts         |
| 758e           | Wilma Olausson   | Suède          | 10 pts         |
| 946e           | Esmée Peperkamp  | Pays-Bas       | 4 pts          |

DSM est quatrième du classement par équipes.